# Томковиці
Томковиці (пол. Tomkowice) — село в Польщі, у гміні Стшеґом Свідницького повіту Нижньосілезького воєводства.
Населення — 347 осіб (2011).
У 1975-1998 роках село належало до Валбжиського воєводства.

## Демографія
Демографічна структура станом на 31 березня 2011 року:
|          | Загалом | Допрацездатний вік | Працездатний вік | Постпрацездатний вік |
| -------- | ------- | ------------------ | ---------------- | -------------------- |
| Чоловіки | 180     | 38                 | 130              | 12                   |
| Жінки    | 167     | 30                 | 101              | 36                   |
| Разом    | 347     | 68                 | 231              | 48                   |